# Anolis quadriocellifer
Espèce
Synonymes
- Norops quadriocellifer (Barbour & Ramsden, 1919)

Anolis quadriocellifer est une espèce de sauriens de la famille des Dactyloidae. 

## Répartition
Cette espèce est endémique de Cuba. Elle se rencontre dans la péninsule de Guanahacabibes.

## Description
Les mâles mesurent jusqu'à 55 mm et les femelles jusqu'à 40 mm.

## Publication originale
- Barbour & Ramsden, 1919 : The herpetology of Cuba. Memoirs of the Museum of Comparative Zoölogy, vol. 47, no 2, p. 71-213 (texte intégral).